# نخست‌کامپسایان
نخست‌کامپسایان (نام علمی: Proterochampsidae) یا (نام علمی: proterochampsids)، یک گروه از شاه‌سوسمارریخت‌های مرموز هستند، که از تریاس میانه تا تریاس پسین زندگی می‌کردند. در سال ۱۹۶۶ توسط A.S. Romer در کتابش (دیرینه‌شناسی مهره‌داران) نامگذاری شدند. بقایای سنگواره‌ای آن‌ها را در آرژانتین و مناطق اطراف پاتاگونیا بدست آمده‌است.